# USS George Washington Parke Custis
O USS  George Washington Parke Custis foi uma batelão adquirida em 1861, durante a Guerra Civil Americana, pela Marinha da União para transporte de carvão e de apoio para as operações de observação dos movimentos dos Confederados e para a direcção de tiro através dos aeróstatos.
O George Washington Parke Custis foi modificado pela Washington Navy Yard para receber uma gerador de gás através de uma mistura de limalhas de ferro e ácido sulfúrico, processo inventado por Thaddeus S. C. Lowe e posteriormente aperfeiçoado por John Dahlgren.
Em Novembro de 1861, o pontão foi rebocado ao longo do Mattawomen Creek, um afluente do Potomac, onde Thaddeus Lowe realizou uma série de ascensões durante as quais observou as forças confederadas. O balão mantinha-se a uma altitude de 300 m, de modo a ficar fora do alcance dos tiros inimigos. Em 1865 voltou a ser usado como batelão para o transporte de carvão.